# Jiuguang

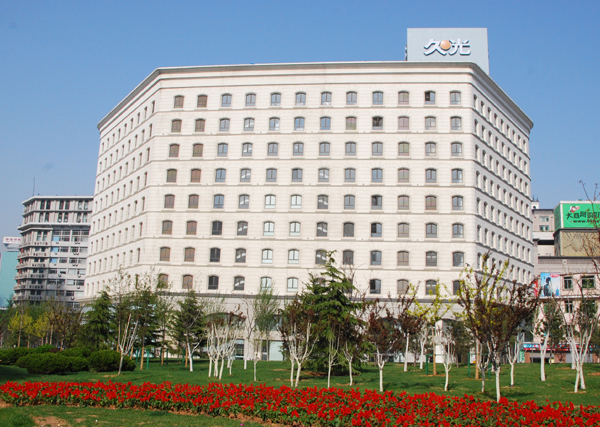
Jiuguang warenhuis in Dalian, China.

Jiuguang is een Chinese warenhuisketen. De keten is eigendom van een joint venture tussen Chongguang Department Store en de Jiubai Group uit Shanghai.
De Chongguang Department Store wordt aangestuurd door de Lifestyle International Group, dat ook de activiteiten van Sogo in Hong Kong voortzet na het faillissement van Sogo.
Jiuguang opende in 2004 zijn vlaggenschipwinkel in het Jing'an District in Shanghai en opende in 2008 een filiaal in het Suzhou Industrial Park en in 2009 in Dalian. In 2013 werd een vierde vestiging geopend in Shenyang van 120.000 m² met vier bovengrondse verdiepingen en drie ondergrondse.